# Ken Coote
Ken Coote (Paddington, 19 maggio 1928 – Isleworth, 2 agosto 2003) è stato un calciatore inglese, di ruolo difensore.

## Carriera
Dopo aver giocato con i dilettanti del Wembley, nel maggio del 1949, all'età di 21 anni, firma il suo primo contratto professionistico con il Brentford, club della seconda divisione inglese. A partire dalla stagione successiva viene aggregato in pianta stabile alla prima squadra, con cui realizza 3 reti in 20 presenze nel campionato di Second Division; l'anno seguente realizza una rete in 5 presenze, mentre nella stagione 1951-1952 torna a giocare con continuità, totalizzando 24 presenze e 3 reti, a cui seguono 17 presenze ed una rete nella Second Division 1952-1953. Nella stagione 1953-1954, al termine della quale il Brentford retrocede in terza divisione, gioca il suo primo campionato da titolare fisso, scendendo in campo in 40 occasioni. Tra il 1954 ed il 1958 gioca in Third Division South, con un bilancio totale di 171 presenze e 6 reti in partite di campionato; a partire dalla stagione 1958-1959 il club entra a far parte della neonata Third Division, in cui gioca 172 partite tra il 1958 ed il 1962; nella stagione 1962-1963 gioca invece in Fourth Division, vincendo il campionato e giocandovi 46 partite. Si ritira al termine della stagione 1963-1964, nella quale gioca 19 partite nel campionato di Third Division.
Parallelamente alla carriera nel Brentford (unico club professionistico in cui ha giocato in tutta la carriera), tra il 1955 ed il 1958 ha giocato anche con il London XI, selezione costituita esclusivamente per partecipare alla prima edizione della Coppa delle Fiere (tenutasi tra il 1955 ed il 1958); Coote gioca complessivamente 3 partite nella competizione (la vittoria casalinga per 1-0 contro il Basilea XI del 4 maggio 1956, la vittoria casalinga per 2-0 contro il Losanna del 23 ottobre 1957 ed il pareggio casalingo per 2-2 contro il Barcellona XI, poi vincitore della competizione, nella partita di andata della finale del torneo).
In 15 stagioni con la maglia del Brentford ha totalizzato complessivamente 559 presenze e 15 reti in competizioni ufficiali, di cui 514 presenze e 14 reti in partite di campionato (tra le quali anche 106 presenze ed 8 reti nella seconda divisione inglese, il più alto livello in cui ha mai giocato, escludendo le gare in Coppa delle Fiere).

## Palmarès

### Club

#### Competizioni nazionali
- Campionato inglese di quarta divisione: 1

Brentford: 1962-1963